# Hirtodrosophila nigriventer
Hirtodrosophila nigriventer är en tvåvingeart som först beskrevs av Mcevey och Bock 1982.  Hirtodrosophila nigriventer ingår i släktet Hirtodrosophila och familjen daggflugor. Inga underarter finns listade i Catalogue of Life.